# تضخم الخلايا
التضخم (بالإنجليزية: Hypertrophy)‏ هو الزيادة في حجم العضو أو الأنسجة بسبب تضخم الخلايا المكونة له. على الرغم من أن التضخم وفرط التنسج  هما عمليتان منفصلتان، إلا أنهما يحدثان معًا في كثير من الأحيان، كما هو الحال في حالة التكاثر الناجم عن الهرمونات وتضخم خلايا الرحم أثناء الحمل.

## التضخم وفرط التنسج
التضخم هو زيادة في الحجم، خلافاً لـفرط التنسج والذي هو زيادة في عدد الخلايا. التضخم وفرط التنسج يمكن أن يحدث كلاهما في نفس العضو، ما يؤدي في النهاية إلى عضو متضخم.فرق آخر وهو أن التضخم يحدث في الخلايا القابلة وغير القابلة للانقسام وذلك بزيادة بروتينات الخلية وعضياتها، بينما فرط التنسج لا يحدث إلا في الخلايا القابلة للانقسام.

## أمثلة على تضخم الخلايا
يحدث تضخم الخلايا بشكل مرضي أو بشكل طبيعي في جسم الإنسان. فمثلاً يحدث التضخم (وأيضاً فرط التنسج) في خلايا الرحم وقت الحمل، وهو ما يؤدي إلى زيادة حجم الرحم. ويحدث أيضاً في العضلات الهيكلية عند من يستخدمونها بكثرة (مثل رافعي الأثقال)، ولكن في العضلات الهيكلية لا يحدث فرط تنسج، وبالتالي فإن السبب الوحيد تقريباً لتضخم العضلة هنا هو تضخم الخلايا.
ومثال على التضخم المرضي عضلة القلب؛ ففي حالة زيادة تحفيز مستقبلات ألفا الأدرينية (α-adrenergic receptors)، أو في حالة زيادة الحمل على القلب كما في حالات ارتفاع ضغط الدم، فإن هذا يحفز بعض الجينات في الخلايا تؤدي إلى تصنيع العديد من البروتينات منها تركيبية ومنها عوامل نمو، والتي تؤدي في النهاية إلى تضخم خلايا عضلة القلب ليستطيع تحمل العبء الزائد عليه.
التضخم هو عملية قابلة للإصلاح، ولكن ليس إلى ما لا نهاية؛ فتدفق الدم لن يكفي للخلية عندما يزيد حجمها بشكل كبير، وكذلك فإن المتقدرات لن تكون كافية للخلية في تلك الحالة، وبالتالي فإن التعرض للتضخم بشكل مستمر ومطولاً قد يؤدي إلى إصابة الخلية، كما يحدث في فشل القلب